# Malvina (personagem)
Malvina (também conhecida como Mary) é a personagem do livro de Aleksej Nikolaevič Tolstoj "A Chave de Ouro, ou As Aventuras de Pinóquio" (1936), uma boneca com cabelo azul e cabeça de porcelana.
Malvina é "uma menina com o cabelo azul encaracolado", "o mais belo espetáculo boneco fantoche de Signor Carabas Barabas", a cabeça de porcelana e torso, recheado com algodão.
Malvina escapa do brutal Carabas Barabas para a floresta e vive nela até encontrar Pinóquio (Buratino). Cuidam dela toda a vida que habita na floresta "animais, pássaros, insetos e alguns muito apaixonados por ela - deve ser porque ela foi uma menina educada e gentil... Os animais forneciam a ela tudo o que era necessário para a vida".
O principal companheiro de Malvina é o poodle Artemon.

## Nome
Malvina é um nome comum na poesia romântica russa. Muitas vezes encontra-se em V. Zhukovsky, K. Batiushkov, A. Pushkin. Popularidade é o nome adquirido graças à famosa mistificação do século XVIII - os poemas de Ossian , o lendário bardo celta do século III. Malvina era a amiga do falecido filho de Ossian e o companheiro do bardo na velhice. Da poesia este nome gradualmente transformou-se em romances. Tolstoi chamou sua heroína de um nome que já estava nos ouvidos do leitor russo.

## Protótipo
O protótipo das Malvinas é um personagem do livro de Carlo Collodi de "As Aventuras de Pinóquio" - uma fada madrinha "que viveu na floresta, mais de mil anos", "uma menina bonita com o cabelo da cor de azul-celeste". Quando Pinóquio corre para longe dela, a fada morre de tristeza, e quando se encontram novamente, ele a vê como uma mulher adulta "que talvez poderia ser sua mãe".
Também na imagem de Malvina são traçadas as características de Colombina  - o caráter tradicional da comédia italiana de máscaras. Na imagem de Colombina, uma bela aparência era constantemente enfatizada, assim como honestidade, decência e sempre bom humor. Seguindo o protótipo italiano, Malvina também está apaixonado pelo poeta melancólico Pierrot.

## As origens da imagem de Malvina na cultura russa
As origens de Malvina podem ser encontrada no folclore do leste, por exemplo, nos contos de fadas sobre o tema da "Vasilisa e Sea King", onde as tarefas Vasilisa prazer realizar insetos: "Ei, você, formigas rastejantes! Como muitos de vocês neste mundo para comer - tudo rasteja aqui e voa para o pai de pilhas de grãos puro para limpar um único grão de... vocês e as abelhas trabalham duro! Quantos de vocês no mundo existem - todos voam aqui! "
Na imagem de uma boneca com cabelo azul, você pode encontrar as características de Baba Yaga. V. Ya. Propp considerou Baba Yaga um personagem ambíguo. Em seu livro "Raízes históricas de um conto de fadas", ele escreve que Yaga é um personagem muito difícil de analisar. Sua imagem é composta de vários detalhes. Eles, compostos de diferentes contos, juntos, às vezes não correspondem uns aos outros, não se fundem em uma única imagem. Basicamente, o conto conhece três formas diferentes de Yaga. Malvina vive na floresta, ela alimenta e ajuda o herói, o coloca na cama, ela foi submetida aos animais, pássaros e insetos - as suas características correspondem às características básicas da imagem de uma Yagi-doador, mãe e mestra de todos os animais.
A aparência da heroína de Aleksej Nikolaevič Tolstoj também é incomum: ela tem cabelo azul. Em vista eslavos, cor azul ou azul foi associado com "a luz", habitat das forças do mal e age como um atributo de outro espaço, o que é consistente com a interpretação da imagem do escritor russo.